# Survivor (2015)
Survivor is een Brits-Amerikaanse actie-thriller uit 2015, geregisseerd door James Mc Teigue.

## Verhaal
De Amerikaanse overheidsagente Kate Abbott wordt overgeplaatst naar de Amerikaanse ambassade in Londen om terroristen te stoppen die naar de Verenigde Staten willen reizen. Als er een bom ontploft in het bijzijn van Abbott, ontsnapt ze maar net aan de aanslag. Als ze beseft dat het geen ongeluk is wordt ze achterna gezeten door een huurmoordenaar. Hierdoor slaat ze op de vlucht en zonder hulp van collega's moet ze erachter zien te komen wie het op haar gemunt heeft en waarom voordat zij wordt gezien als dader.

## Rolverdeling
| Acteur             | Personage             |
| ------------------ | --------------------- |
| Milla Jovovich     | Kate Abbott           |
| Pierce Brosnan     | Nash "The Watchmaker" |
| Dylan McDermott    | Sam Parker            |
| Angela Bassett     | Maureen Crane         |
| Robert Forster     | Bill Talbot           |
| James D'Arcy       | Paul Anderson         |
| Frances de la Tour | Sally                 |